# Philonotis macroglobus
Philonotis macroglobus är en bladmossart som beskrevs av Jean Édouard Gabriel Narcisse Paris 1900. Philonotis macroglobus ingår i släktet källmossor, och familjen Bartramiaceae. Inga underarter finns listade i Catalogue of Life.